# Caligula
För andra betydelser, se Caligula (olika betydelser).
Gaius Caesar Germanicus (latin: Gaius Caesar Germanicus; även omnämnd som Gaius Julius Caesar [kaiʹ-] Germaʹnicus), mer känd under sitt smeknamn Caligula, född 31 augusti 12 i Antium, död 24 januari 41 i Rom, var den tredje romerske kejsaren. Han var kejsare från 37 till 41. Caligulas regering kännetecknades av despotism och Caligula själv för sitt depraverade leverne. Han lönnmördades år 41 av sina egna livvakter.

## Biografi

### Uppväxt och tiden före kejsarvärdigheten
Gaius föddes i Antium (dagens Anzio) och fick redan under sin tidiga barndom sitt smeknamn Caligula, "den lilla soldatstöveln". Detta är diminutivformen av caliga, soldatstövel. Den lille Gaius växte till stora delar upp i olika härläger vid Rhen, där fadern Germanicus förde befäl över ett antal legioner. Den lille pojken, som ofta åtföljde sin far i soldatutstyrsel, behandlades av soldaterna som en maskot.
Caligula återvände med sina föräldrar till Rom år 17 e.Kr. för att fira faderns triumf. Efter bara några få månader följde han återigen med dem, denna gång till imperiets östra delar som Tiberius hade gett Germanicus i uppdrag att styra. Resan österut var något av en eriksgata med uppehåll bland annat i Actium, Athen, Lesbos, Byzantium, Troja, Rhodos och Egypten. Caligula var vid sin fars sida när fadern dog i provinsen Syrias huvudstad Antiochia i oktober år 19 e.Kr. Han återvände därefter med sin mor Agrippina den äldre och syster Julia Livilla till Italien.
Caligula kom att växa upp i skuggan av den konflikt som uppstod mellan modern Agrippina d.ä. och kejsar Tiberius. År 27 e.Kr. greps Agrippina och Caligulas äldre bror Nero. Av den anledningen blev det nödvändigt att finna ett nytt hem åt Caligula och hans yngre systrar Julia Livilla och Julia Drusilla. De kom att bo hos Livia Drusilla, som var deras fars farmor.
När Livia dog år 29 e.Kr. höll Caligula griftetalet. Han och hans systrar kom därefter att bo hos farmodern Antonia Minor. I Antonias hushåll fanns, på grund av hennes koppling till östra delen av imperiet genom hennes far Marcus Antonius, många barn till de härskare som styrde Roms klient-stater i öst. Denna omständighet gav Caligula möjlighet att knyta viktiga band till blivande klient-kungar. År 30 e.Kr. dömdes Caligulas mor och brodern Nero till exil; Agrippina förvisades till ön Pandateria och Nero till ön Pontia, där han dog följande år. Det är oklart om hans död var självmord eller en avrättning. Det dröjde inte länge förrän Caligulas bror Drusus fängslades. Drusus dog år 33 e.Kr. under liknande omständigheter som sin äldre bror Nero. Även Caligula blev föremål för elaka rykten och påståenden om sexuellt avvikande beteende.
Mot slutet av år 31 e.Kr. kallade Tiberius till sig Caligula till Capri där Tiberius för det mesta uppehöll sig. Caligula kom att i huvudsak bo där fram till Tiberius död sex år senare. Han delade inte bara hushåll med Tiberius, utan också med sin kusin tillika Tiberius sonson, Tiberius Gemellus. Caligula och Gemellus sågs som de två främsta alternativen som efterträdare till Tiberius. Tiberius upprättade år 35 e.Kr. ett testamente enligt vilket Caligula och Gemellus skulle ärva hälften var av hans förmögenhet. Det finns inga tydliga bevis på att Tiberius därefter gav något tydligt tecken på vem av dem han ansåg skulle efterträda honom. Caligula knöt under sin tid på Capri nära band med praetorianprefekten Macro och dennes fru Ennia. Caligula trolovades och gifte sig med Junia Claudilla under tiden på Capri. Junia dog dock i barnsäng. Tiberius död i Misenum den 16 mars år 37 e.Kr. har omgärdats av ett stort antal anekdoter som gått ut på att Caligula påskyndat sin gammelfarbrors död på olika sätt, t.ex. genom att ha förgiftat, strypt eller svultit honom. Det är inte klarlagt om det finns någon sanning i påståendena. Med pretoriangardets stöd utropades Caligula till kejsare samma dag. Senaten i Rom gjorde mycket snart därefter samma sak. Senaten bestämde också att Tiberius testamente skulle åsidosättas och därmed likadelningen mellan Caligula och Gemellus. Anledningen angavs vara att Tiberius inte varit vid sina sinnes fulla bruk då testamentet upprättades.

### Caligula som kejsare
Caligula kom till makten efter Tiberius död, eftersom hans far Germanicus var adoptivson till den avlidne kejsaren. Caligula var åren 37–41 det romerska rikets tredje kejsare (tillika den tredje av den julisk-claudiska ätten). Han var till en början omtyckt, men hans styre karakteriseras snart av godtycke, grymhet, slöseri och utsvävningar. Det finns uppgifter om att Caligula blev sinnessjuk efter en allvarlig sjukdom år 37 och enligt vissa moderna forskare är han det första exemplet på kejsarvansinne. Istället för det augusteiska principatets ideal införde han en monarki av hellenistisk och autokratisk typ, vilket skaffade honom fiender inom delar av Roms senat.
För att oskadliggöra senaten försökte han knyta band med senatsmotståndare bland folket och riddarna. Riddarnas stöd vann han genom att ge dem vissa förmåner, folket vann han genom frikostighet, skådespel, förlängning av saturnaliefirandet, tillstånd att öppna de sedan länge förbjudna klubbarna och upptagandet av den vitt utbredda Isiskulten i statsreligionen med mera. Samtidigt blev senaten systematiskt ignorerad eller helt och hållet åsidosatt. Han tillkallade aldrig ett stadsråd bestående av senatorer för att behandla regeringsärenden, något som hade varit vanligt under Augustus och Tiberius. På samma sätt undergrävdes senatens domsrätt – som ännu gav institutionen ett visst mått av oberoende – genom att Caligula tog upp överklaganden i senaten till sin egen domstol och därigenom omvandlade rättskipningen till ett verktyg för enväldet.
Det hänsynslösa njutningsbegäret och den orientaliska prakten vid hovet, det omåttliga slöseriet med offentliga medel till folkfester och försörjning av huvudstadens invånare förbrukade snart de stora reserver som Tiberius hade byggt upp. Caligula försökte täcka underskotten genom att sänka veteranernas tjänstepremier, höja skatterna, utpressa människor och konfiskera tillgångar, vilket ledde till att missnöjet växte. Det bidrog till att Caligula blev ännu mer grym och började slå ner med stor brutalitet mot sammansvärjningar och konspirationer mot honom.

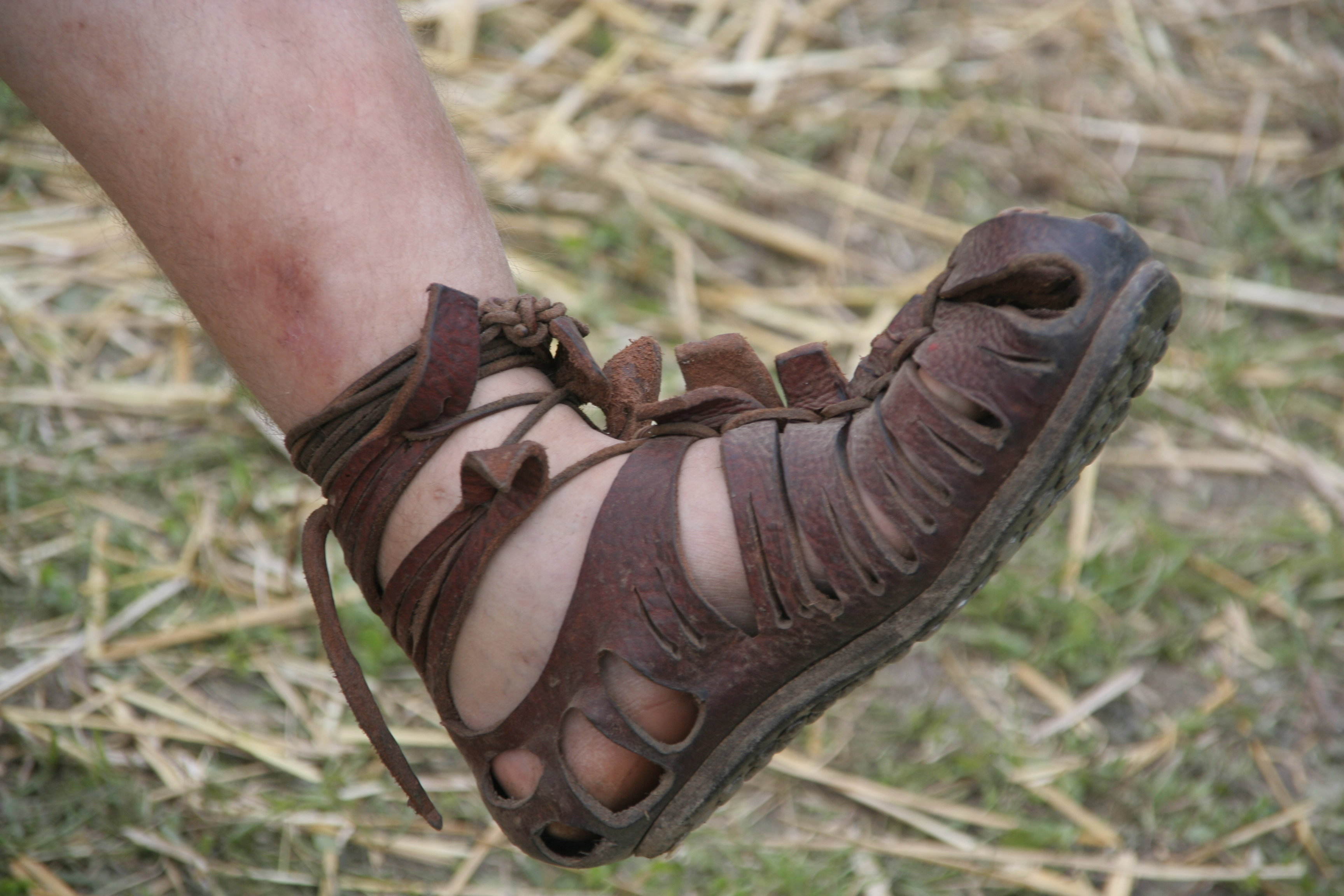
Caliga, en romersk soldatsko.

Caligula blev utsatt för ett antal attentatsförsök. Till slut mördades han av tre praetorianer ledda av Cassius Chaerea. Dådet skedde i Cryptoporticus på Palatinen. Caligula efterträddes av sin farbror Claudius som konspiratörerna fann gömd bakom en gardin efter mordet.

## Eftermäle
Bevarade källor tenderar att fokusera på anekdoter om Caligulas grymhet och påstådda galenskap. I vilken utsträckning dessa källor, särskilt Suetonius, är sensationssökande och orättvisa är omtvistat. Historiker har på senare tid kommit att ifrågasätta objektiviteten i de skrivna källor som finns avseende Caligula, som man menar bygger på ett narrativ där Caligula porträtteras som irrationell och grym. Det anses att många av de anekdoter som återges antigen är påhittade i efterhand eller tagna ur sitt sammanhang för att ställa Caligula i dålig dager.
Bland de anekdoter om Caligula som återfinns finns angett att han bland annat ska ha funderat på att utnämna sin favorithäst Incitatus till konsul. Han ska även ha givit order om att berömda gudabilder, bland annat den olympiske Zeus, skulle få sina huvuden utbytta mot porträtt av honom själv. Hans stora kärlek var systern Drusilla, som han skall ha förfört redan innan han blivit myndig. Vid hennes död år 38 e.Kr. utfärdade han landssorg och dödsstraff om någon bröt hans förbud mot att skratta, tvätta sig eller äta middag med hustru, familj eller barn. Suetonius meddelade även att han – efter ett misslyckat försök att invadera Britannia år 40 – beordrade sina trupper att samla snäckor, vilka han senare presenterade som ett krigsbyte i striderna mot Neptunus.
De biografiska detaljerna rörande Caligula är bekanta huvudsakligen genom Suetonius, men han är omskriven i flera andra källor. Tacitus anses ofta vara en av de mest objektiva romerska historiker som beskrivit den aktuella perioden, men hans redogörelse för Caligulas regering har gått förlorad. Det är dock möjligt att mycket av den information som finns i Dio Cassius skildring av Caligulas regering går tillbaka på förlorade partier av Tacitus arbete. Viktiga samtida källor är Filon från Alexandria, som efterlämnat en beskrivning av sitt möte med den excentriske kejsaren, och Josefus. Även Seneca den yngre, också han samtida med Caligula, har efterlämnat sporadiska uppgifter.

## Populärkultur
Caligula har figurerat ett flertal gånger i litteratur och på film. Ett par kända exempel kom 1976 och 1979. År 1976 kom den brittiska TV-serien Jag, Claudius, där John Hurts uppmärksammade tolkning av Caligula syntes i fem av de tolv avsnitten. TV-serien var en bearbetning till TV-teater av Robert Graves båda böcker om kejsar Claudius liv, Jag, Claudius och Claudius, guden. Tre år senare gjordes den omdiskuterade Caligula, en amerikansk film med Malcolm McDowell i titelrollen och Peter O'Toole i rollen som kejsar Tiberius.